# Самуил, цар български
„Самуил, цар български“ е историческа трилогия на класическия български писател Димитър Талев, включваща „Щитове каменни“ (1958), „Пепеляшка и царският син“ (1959) и „Погибел“ (1960). След излизането на трилогията в периода 1958 – 1960 година, тя става една от най-популярните книги в съвременната българска белетристика и най-мащабната творба върху живота на цар Самуил.

## Сюжет
Трилогията е посветена на живота и смъртта на средновековния български владетел Самуил (997 – 1014). Романът в три книги разказва драмата на цар Самуил и на България, която за да оцелее воюва с Византия. Смъртта на Самуил е неизбежна и с нея завършва историята на Първото българско царство и идва краят на една епоха за българския народ. Съхранението на спомена за Самуил, идеята за държавата и държавника са надеждата на историята.
Ключовият момент на трилогията е Самуиловата смърт на финала, която следва класическата трактовка на българската историография – смърт от състрадание към ослепените му войници, описана като трикратна драма: получаването на новината за разгрома, посрещането на ослепените войници и последната изповед на царя.

## Характеристики
Романът е исторически като жанр, но не в класическия му вид от романите на основоположника на жанра Уолтър Скот, в които важните исторически личности са периферни персонажи, нито в постмодернистичния му вид. В трилогията на Талев главните герои, а и много от второстепенните са реални исторически личности. Романът не е метаисториографичен – основните факти в него съвпадат със свидетелствата на историческите извори. Разбира се, историческата схема е допълнена и оцветена от Талев, но при него има целенасочен стремеж към максимално съобразяване с историческата истина. Според изказване на Талев, той цели с романите си не само да въздейства на читателите патриотично и нравствено, но и познавателно. Трилогията обаче има за цел не само да предостави на читателите и историческа информация. Текстът разглежда ролята на човека в историческия процес и сложните връзки човек-народ-държава.